# Electropositividad
La electropositividad es el concepto opuesto a la electronegatividad, ya que los elementos electronegativos son aquellos que tienden a atraer electrones.
En la tabla periódica de los elementos, los más electropositivos se encuentran en la parte izquierda y hacia abajo de la misma, es decir, en los grupos IA y IIA, siendo los tres elementos más electropositivos el cesio (Cs), el francio (Fr) y el rubidio (Rb).